# Вятский палеонтологический музей
«Вятский палеонтологический музей» — кировское областное государственное бюджетное учреждение культуры.

## История создания
Каштанов Сергей Григорьевич в 1933 году под Котельничем обнаружил первые 2 скелета парейазавров. С 1990 года около г. Котельнич ведутся регулярные раскопки парейазавров и других ископаемых рептилий, результаты этих работ стали большим научным открытием и послужили причиной создания уникального музея. Многие из его экспонатов представляют огромную научную значимость и не имеют аналогов в мире.
Музей организует ежегодные научно-исследовательские работы на территории государственного памятника природы «Котельничское местонахождение парейазавров», осуществляет сбор остатков ископаемых рептилий, их камеральную обработку, научную интерпретацию и экспонирование.

## Выставки

### «Загадка ящеров пермской эпохи»
Удивительный мир ящеров, предшествовавший появлению на планете Земля динозавров, является загадкой для тех, кто не связан с профессиональным изучением палеонтологических свидетельств древней жизни. В России впервые местонахождение древних ящеров так называемого пермского периода было найдено экспедицией Владимира Прохоровича Амалицкого в конце XIX века у г. Котлас, что на реке Малая Северная Двина. Результатом масштабных раскопок, произведенных экспедицией Варшавского университета под Котласом, стало 11 полных скелетов древних ящеров скутозавров (Scutosaurus karpinskii), 2 скелета хищных ящеров иностранцевий (Inostrancevia alexandri), черепа и скелеты других найденных ископаемых животных, составляющих единую фауну, названную впоследствии «Северодвинской фауной Амалицкого».
На нашей выставке представлены слепки (100%-но точные копии) знаменитых находок скелетов скутозавра и иностранцевии. В. П. Амалицкий со своей экспедицией обнаружил эту находку. Возраст оригиналов составляет около 255 миллионов лет!
В 1933 году возле города Котельнича в Кировской области найдено масштабное местонахождение ископаемых животных пермского периода — парейазавров. Раскопки, проведенные в конце XX века, принесли потрясающий результат: оказалось, что возле Котельнича расположено одно из самых грандиозных в мире скоплений скелетов рептилий пермского периода, причём они представлены большим количеством видов. В настоящий момент здесь найдены представители почти 20 видов древних животных, многие из них обнаружены впервые и не имеют аналогов в мире. Особенно поражает воображение возраст этих находок, — 260 млн лет — , и их уникальная сохранность, — иногда скелеты животных находятся целыми, стоящим на конечностях прямо в плотной глинистой породе! В результате многолетних раскопок, проводимых под Котельничем, была собрана большая коллекция скелетов и черепов рептилий, она явилась основой научной коллекции нового учреждения — Вятского палеонтологического музея, расположенного в г. Кирове.
На выставке вы увидите находки из фондов музея, черепа и скелеты самых известных представителей котельничской ископаемой фауны. Среди них скелеты растительноядных рептилий парейазавров, насекомоядных крохотных существ эмеролетеров, похожих на черепах дицинодонтов, хищных рептилий тероцефалов и горгонопсов.
Кроме находок, на выставке представлены скульптурные реконструкции внешнего облика многих вымерших существ, кардинально отличавшихся от известных нам современных животных.
Для самых маленьких посетителей выставки создан специальный аттракцион: непосредственно на выставке можно принять участие в палеонтологических раскопках: скелет древней рептилии нужно расчистить из-под слоя песка и определить что это за животное, какой образ жизни оно вело и чем питалось.

### «История развития жизни на Земле»
Это уникальное собрание окаменелых остатков древних существ, обитавших на планете Земля в прошлые геологические периоды. Экспонаты выставки — а их более 40 — охватывают огромный временной интервал от ящеров палеозойской эры возрастом около 260 миллионов лет до гигантских хищных динозавров, вымерших 65 миллионов лет назад. Выставка отражает глобальные геологические и эволюционные процессы, протекавшие на нашей планете в течение почти 200 миллионов лет.
Центральной фигурой экспозиции является монтированный скелет хищного динозавра тарбозавра из песков пустыни Гоби (Монголия). Экспонируются черепа и скелеты разнообразных ископаемых животных, среди которых особенно богато представлена ископаемая фауна Котельничского местонахождения парейазавров, ставшая в последние годы едва ли не крупнейшей и богатейшей по видовому разнообразию фауной пермских рептилий, обитавших задолго до появления на планете динозавров. На выставке представлены копии энциклопедических находок предков птиц археоптериксов, обнаруженных в Германии в XIX столетии, летающие ящеры птеродактили и рамфоринхов, скелеты морских ящеров из Германии, летающих рептилий, кладки яиц динозавров и многие другие уникальные находки.
Выставка снабжена богатым иллюстративным материалом: на информационных модулях разворачивается удивительная история развития жизни на нашей планете от момента зарождения Вселенной, появления первых форм жизни до торжества гигантских динозавров и «разумных» млекопитающих.
Прямо на выставке юные посетители смогут принять участие в импровизированных палеонтологических раскопках: специально разработанный игровой модуль со скелетом утконосого динозавра майязавра и хищным челюстями аллозавра поможет почувствовать себя настоящими охотниками за ископаемыми.
Посетители выставки узнают о том, что могло бы произойти с нашей планетой, если бы 65 млн лет назад её не постигла страшная катастрофа, уничтожившая практически всё живое на земной поверхности, о том, почему в мезозойскую эру динозавры достигли такого разнообразия форм и видов, а далёкие предки млекопитающих животных уже готовились к своему триумфу…

## Филиал музея в г. Котельнич
Филиал музея расположен в районном центре Кировской области — городе Котельнич и имеет название «Котельничский палеонтологический музей». Здесь представлена уникальная экспозиция, рассказывающая о результатах многолетних научно-исследовательских работ, проводимых сотрудниками музея на государственном памятнике природы «Котельничское местонахождение парейазавров», протянувшемся вдоль правого берега реки Вятки почти на 25 км от г. Котельнич до посёлка Вишкиль.
10 сентября 2011 года состоялось открытие новой музейной экспозиции «Котельничского палеонтологического музея» — филиала КОГБУК «Вятский палеонтологический музей». Разработка принципиально нового экспозиционного решения длилась больше 2 лет, было выполнено несколько вариантов трёхмерных моделей экспозиции, после чего выбран оптимальный вариант, отражающий специфику местонахождения парейазавров.
Два зала общей площадью 90 кв.м. задействованы под размещение экспонатов и информационных модулей, представляющих многообразие ископаемых животных и растений пермского периода. Здесь можно увидеть многочисленные скелетные остатки древних парарептилий парейазавров, достигавших в длину 2 м, растительноядных зверообразных рептилий дицинодонтов и суминий, хищных рептилий горгонопсов, так же здесь представлены тероцефалы, множество других существ, населявших Землю за миллионы лет до появления динозавров.